# Ralph Walter Graystone Wyckoff
Ralph Walter Graystone Wyckoff (* 9. August 1897 in Geneva (New York); † 3. November 1994 in Tucson, Arizona) war ein US-amerikanischer Kristallograph.

## Leben
Wyckoff erwarb 1916 einen B.Sc. am Hobart College und 1919 einen Ph.D. an der Cornell University. Er war von 1919 bis 1927 im geophysikalischen Labor an der Carnegie Institution of Washington tätig. Von 1927 bis 1937 arbeitete er am Rockefeller Institute for Medical Research und danach für den U.S. Public Health Service.
Wyckoff war von 1959 bis 1981 Professor an der University of Arizona in Tucson.
Er leistete Pionierarbeit bei der Untersuchung von Kristallstrukturen und biologischen Substanzen mittels Röntgenstrahlen. Außerdem erweiterte er die Anwendungsmöglichkeiten der Elektronenmikroskopie und der Ultrazentrifugation in der medizinischen und biochemischen Forschung. 1949 wurde er in die National Academy of Sciences und in die Königlich Niederländische Akademie der Wissenschaften,
1950 in die American Academy of Arts and Sciences gewählt. 1965 wurde er korrespondierendes und 1974 auswärtiges Mitglied der Académie des sciences.

## Werke (Auswahl)
- The Analytical Expression of the Results of the Theory of Space Groups, 1922 (Vorgänger von International Tables for Crystallography)
- The structure of crystals. The Chemical Catalog Comp., New York 1924
- The biochemistry of animal fossils. Scientechnica, Bristol 1972, ISBN 0-85608-004-7.